# Aachener Stadtgründungssage

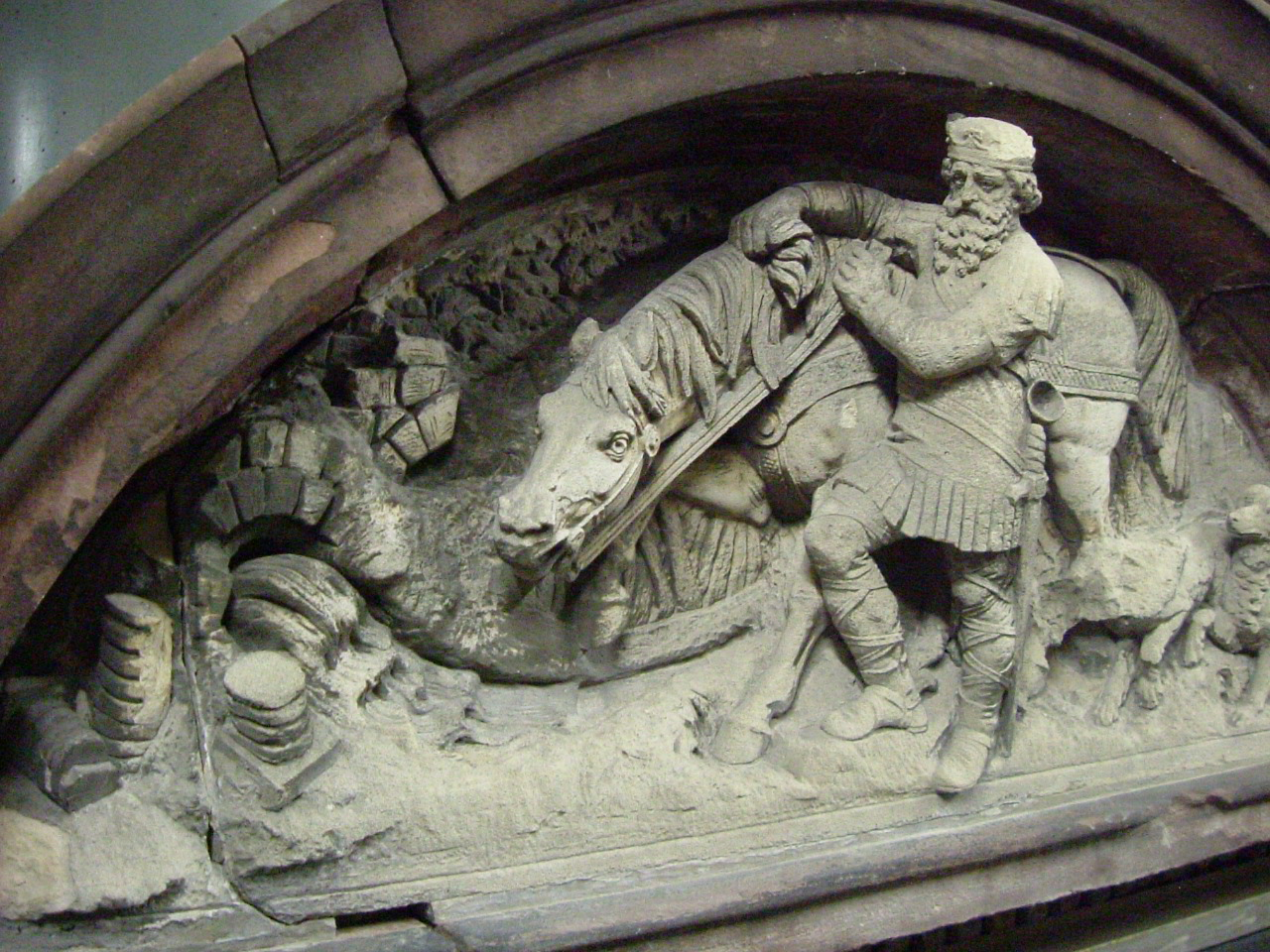
Reliefstein: Kaiser Karls Pferd entdeckt die heißen Quellen

Die Aachener Stadtgründungssage ist eine der Aachener Sagen und Legenden. Die Sage befasst sich mit der Entdeckung der Aachener Thermalquellen durch Karl den Großen und seinem Entschluss, hier eine Königspfalz und die Stadt Aachen zu gründen.

## Inhalt

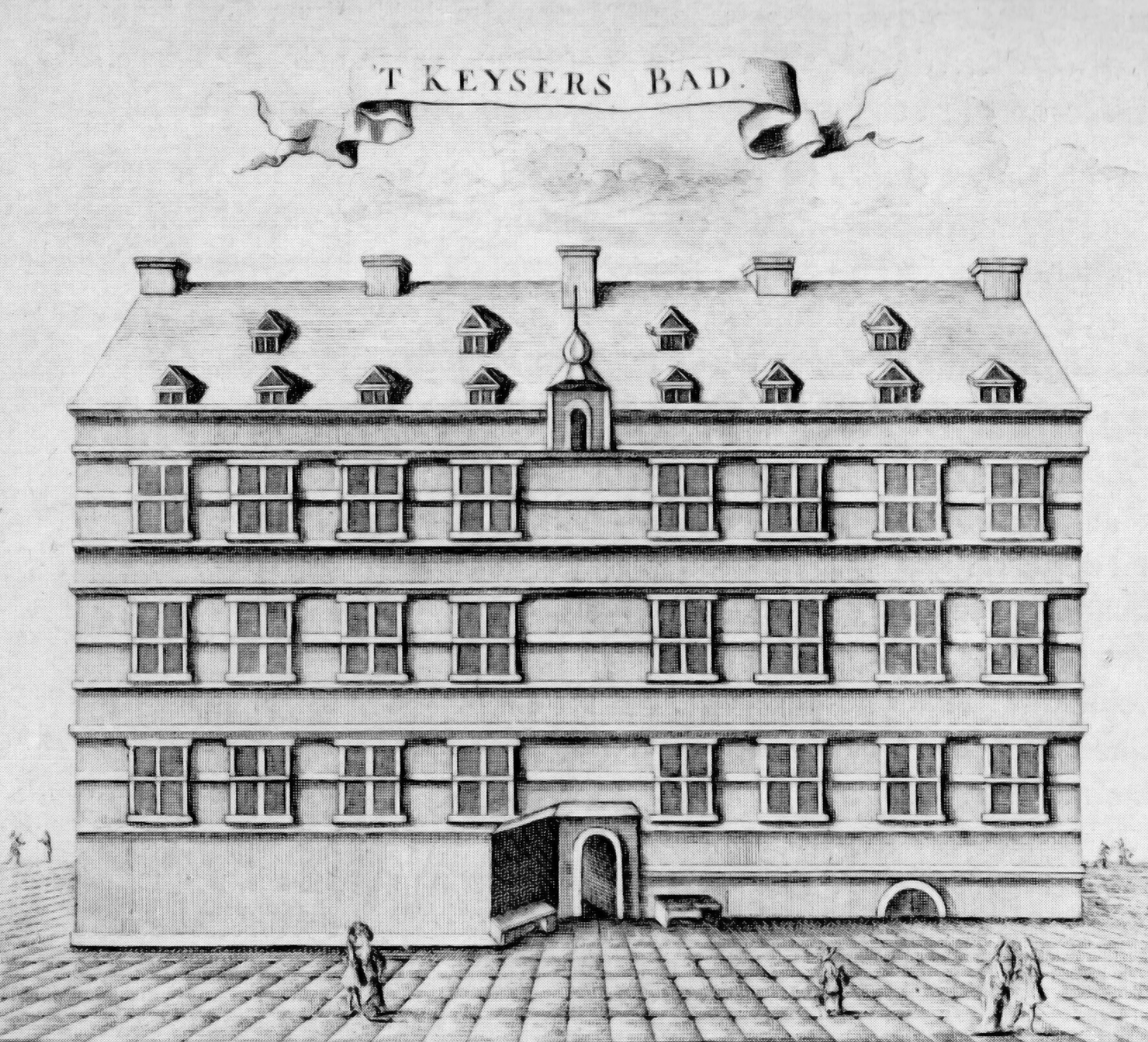
Kaiserbad, Kupferstich, 18. Jh.

Karl ging oft und gern auf Jagd. Bei einer Jagd im Aachener Wald entfernte er sich bei der Verfolgung eines Hirsches immer weiter von seiner Jagdgesellschaft. Dabei stieß er auf die verfallenen Ruinen eines Schlosses. Als Karl sich dem Schloss näherte, brach sein Pferd plötzlich mit den Vorderhufen in die Erde ein, schreckte hoch und wollte weglaufen. Karl hielt es zurück, stieg ab und untersuchte den Boden. An der Stelle, an der das Pferd in die Erde eingebrochen war, stieg zunächst Dampf auf, dann drang aus dem Loch heißes Wasser heraus. Karl sank auf die Knie und dankte Gott für diese Entdeckung, weil er sogleich erkannt hatte, dass diese Quelle ein Segen für die Gesundheit vieler sein werde. Er gelobte, der Muttergottes hier eine Kirche zu bauen, und fasste den Entschluss, das verfallene Schloss wieder zu einem Jagdschloss aufzubauen, in der Nähe eine Pfalz zu errichten und eine Stadt zu gründen. Er stieß in sein Horn und zeigte seinen herbeieilenden Jagdgefährten seine Entdeckung.
Bald war das Jagdschloss wieder aufgebaut, und die Fundamente für die Pfalz und die Muttergotteskirche wurden gelegt. Auch viele einzelne Häuser entstanden, die den Anfang der Stadt Aachen bildeten. Die heißen Quellen, von denen man immer mehr entdeckte, ließ Karl fassen und über ihnen Badehäuser errichten, die er selber gern benutzte. Das liebste von ihnen war ihm das Kaiserbad.

## Überlieferung
Die Sage wurde zunächst mündlich überliefert. Schriftlich fixiert ist sie unter anderem in folgenden Sammlungen:
- Joseph Müller: Aachens Sagen und Legenden, 1858[1]
- Johann Georg Theodor Grässe: Sagenbuch des Preußischen Staates, Band 2, Glogau 1871[2]

## Historischer Hintergrund

Rekonstruktionsversuch der Königspfalz mit Pfalzkapelle und Thermenbezirk

Die heißen Quellen Aachens waren schon zur Römerzeit bekannt, der Badebetrieb wurde aber im 4. Jahrhundert aufgegeben. Karls Vater Pippin verbrachte hier im Jahr 765 Weihnachten und badete in den erhaltenen Resten der römischen Thermen. Später kam Karl mit seinem Vater mehrmals hierher. Ab etwa 780 ließ er einen Gutshof zu seiner Königspfalz ausbauen, und in den neunziger Jahre des 8. Jahrhunderts ließ er über den Ruinen der Münstertherme eine der Muttergottes geweihte Pfalzkapelle errichten. Aachen war zwar seit der Römerzeit durchgehend besiedelt, aber erst Karls Auswahl des Ortes zu seiner Hauptresidenz legte den Grundstein für die Entwicklung der Siedlung zu einer Stadt.
Worauf sich das in der Sage erwähnte verfallene Schloss bezieht, das zu einem Jagdschloss ausgebaut wurde, ist nicht mehr nachvollziehbar.